# Hanaa Salah El Melegi
Hanaa Salah El Melegi (née le 29 mars 1975) est une lanceuse de poids égyptienne.

## Carrière
Hanaa Salah El Melegi remporte aux Championnats d'Afrique de 2000 la médaille d'or du lancer du poids.